# Albertovo jezero
Albertovo jezero, prvotno znano kot jezero Mwitanzige ob Banyoru, Nam Ovoyo Bonyo ob Alurju in začasno kot jezero Mobutu Sese Seko, je jezero v Ugandi in Demokratični republiki Kongo. Je sedmo največje jezero v Afriki in drugo največje med Velikimi jezeri v Ugandi.

## Geografija
Albertovo jezero je eno od afriških velikih jezer na Belem Nilu, ki leži na meji med Vzhodnim Kongom in Ugando v zahodnem (»Albertovem«) kraku Vzhodnoafriškega tektonskega jarka. Je del zapletenega vodnega sistema v zgornjem porečju Nila, ki ga napaja deževje s planote med obema krakoma tektonskega jarka in ledeniki z gorovja Ruvenzori južno od Albertovega jezera. Na skrajnem severnem koncu Albertovega jezera prek Murchisonovih slapov pritekajo vode Viktorijinega Nila iz Viktorijinega jezera in nato tečejo skupaj kot Albertov Nil (arabsko Bahr el Džebel) proti severu. Drugi največji pritok je reka Semliki na jugozahodu, odtok Edvardovega jezera.
Jezero sta kot prva Evropejca odkrila Samuel in Florence Baker leta 1864 in ga poimenovala po britanskem princu Albertu, takrat že pokojnem spremljevalcu kraljice Viktorije. Raziskovalec Henry Morton Stanley je odkril povezavo med Viktorijinim in Albertovim jezerom.
Dolgo je približno 160 kilometrov in 30 kilometrov v najširšem delu, z največjo globino 51 metrov in nadmorsko višino 619 metrov. Je dokaj plitvo, zaradi velike stopnje izhlapevanja pa je njegova voda razmeroma slana. Maloštevilni prebivalci vasi ob bregovih se preživljajo z ribolovom.

## Lastnosti vode
Za razliko od zelo globokih jezer Malavi, Tanganjika in Kivu je temperatura vode v Albertovem jezeru razmeroma stabilna, običajno okoli 27–29 °C in tudi njegovi globlji deli vsebujejo kisik.
Voda ima pH okoli ali malo pod 9 in električno prevodnost okoli 720–780 μS/cm. Oba sta zelo visoka za sladkovodno jezero, a kljub temu nižja od jezera Edward.

## Živali
Albertovo jezero je dom številnim vodnim in polvodnim živalim, kot so Veliki povodni konj, ugandski kob (Kobus kob thomasi), nilski krokodil, nilski varan (Varanus niloticus), nilska želva z mehkim oklepom (Trionyx triunguis), srednjeafriška blatna želva (Pelusios chapini), Williamsova blatna želva (Pelusios williamsi), različne polvodne kače in različne žabe. Vodne ptice so številne in vključujejo pelikane, čaplje in redkega čevljekljuna.

### Ribe in ribolov
V Albertovem jezeru je 55 vrst rib. Razen nilskih krokodilov je največji plenilec v jezeru nilski ostriž (avtohtoni; za razliko od drugih jezer v riftni dolini, kjer so vneseni in invazivni). Druge velike plenilske ribe so: Hydrocynus forskahlii, Hydrocynus vittatus, marmorirana pljučnica (Protopterus aethiopicus), Mormyrops anguilloides, Bagrus, afriški ostrozobi som (Clarias gariepinus) in Heterobranchus longifilis. Poleg tega obstajajo pomembne za ribolov nilska tilapija (Oreochromis niloticus), nigerski bodec (Labeobarbus bynni), Lates macrophthalmus, električni Malapterurus electricus in Auchenoglanis occidentalis, ki se lovijo s standardnimi metodami ribolova, ter mali Brycinus nurse in Engraulicypris bredoi, ki se večinoma lovita z lahkim ribolovom. Kar 30 % proizvodnje rib v Ugandi je iz Albertovega jezera.
Albertovo jezero ima manj endemitov kot druga Velika afriška jezera. Čeprav ima Albertov Nil – odsek Nila, ki zapušča Albertovo jezero – več brzic v regiji Nimule, te niso učinkovito izolirale jezera od glavnih odsekov Nila. V nasprotju s tem je Edvardovo jezero (in nazadnje jezero George) učinkovito izolirano od Albertovega jezera z brzicami na reki Semliki, medtem ko je jezero Kyoga (in nazadnje Viktorijino jezero) učinkovito izolirano od Albertovega jezera s slapovi Murchison na Viktorijinem Nilu. Posledično je večina rib Albertovega jezera razširjena rečna vrsta, ki jo najdemo tudi v glavnih delih Nila. Haplokrominskih ciklidov je malo; skupina, ki je zelo raznolika v drugih jezer riftne doline. Od šestih haplokrominov v Albertovem jezeru so štirje endemični (Haplochromis albertianus, H. avium, H. bullatus in H. mahagiensis), dva pa najdemo tudi v Nilu (H. loati in Pseudocrenilabrus multicolor). Za primerjavo, večina od več kot 60 haplokrominov v jezeru Edvard-George in večina od približno 600 haplokrominov v jezerih Viktorija-Kyoga je endemičnih. Edini drugi endemični ribji vrsti v Albertovem jezeru sta mali ciprinid Engraulicypris bredoi in ogroženi Lates macrophthalmus.

## Zgodovina
Albertovo jezero je še vedno znano kot Mwitanzige pri Banyoro in Batooro ter Nam Ovoyo Bonyo pri Alurjih in drugih ljudstvih, ki so to regijo naseljevala stoletja pred kolonialno dobo. To ime pomeni 'morilec kobilic', iz omwita 'morilec' in enzige 'kobilice' v jeziku Runyoro in 'Jezero, ki je premagalo kobilice' v jeziku Alur, iz Nam, 'Jezero', Ovoyo, 'je premagal ', Bonyo, 'Kobilice'. To je posledica lokalne legende, ki pripoveduje, kako je nadloga kobilic uničila pridelke ljudi, ki so živeli na vzhodni obali jezera, a ko so poskušali prečkati drugo stran, tja niso nikoli prišli.
Leta 1864 sta raziskovalca Samuel Baker in Flóra von Sass našla jezero in ga preimenovala po nedavno preminulem princu Albertu, soprogu kraljice Viktorije. V 20. stoletju je zairski predsednik Mobutu Sese Seko jezero začasno poimenoval po sebi.
Evropski kolonialisti so upravljali ladijski promet po jezeru. Britanci so načrtovali ladijski promet po Albertovem jezeru kot del omrežja storitev železnice, rečnih parnikov in jezerskih parnikov, ki povezujejo britanske interese v Egiptu, vzhodni in južni Afriki. Ladjedelnica John I. Thornycroft & Company v Woolstonu v Hampshiru je v ta namen leta 1930 zgradila tovorno in potniško ladjo SS Robert Coryndon. Ime je dobila po častniku britanske vojske Robertu Thornu Coryndonu, ki je bil guverner Ugande v letih 1918–1922. Winston Churchill je ladjo opisal kot »najboljšo knjižnico na vodi«, Ernest Hemingway pa jo je označil za »veličastnost na vodi«. Potopila se je leta 1962 ali pa je potonila leta 1964. Ostaja nerešena in delno potopljena v jezeru na pristanišču Butyaba. Te je še vedno mogoče videti.
Heritage Oil in Tullow Oil sta objavili velika nahajališča nafte v bazenu Albertovega jezera z ocenami, da se bo več milijard sodčkov izkazalo za največje kopensko nahajališče v podsaharski Afriki v zadnjih dvajsetih letih.
Marca 2014 se je čoln s kongovskimi begunci prevrnil v Albertovo jezero, pri čemer je umrlo več kot 250 ljudi.
26. decembra 2016 se je čoln, na katerem je bilo 45 članov in navijačev lokalnega vaškega nogometnega moštva, prevrnil v Albertovo jezero, pri čemer je umrlo najmanj 30 ljudi.
24. decembra 2020 je umrlo trideset ljudi, ko se je prevrnil čoln na poti iz Ugande v Kongo. Potniki so bili zaskrbljeni zaradi omejitev potovanj, povezanih s pandemijo COVID-19 v Afriki.
Naselbina Kibiro ob Albertovem jezeru ima kulturni in arheološki pomen in je bilo zaradi svoje kulturne vrednosti 10. septembra 1997 dodano na Unescov poskusni seznam svetovne dediščine.